# تیمیر پینگین
تیمیر پینگین (روسی: Тимир Алексеевич Пинегин؛ ۱۲ ژوئن ۱۹۲۷ – ۳۰ ژانویهٔ ۲۰۱۳) قایقران قایق بادبانی اهل اتحاد جماهیر شوروی سوسیالیستی بود.